# Nicolae Ceaușescu
Nicolae Ceaușescu (Scornicești, 26. siječnja 1918. – Târgoviște, 25. prosinca 1989.), rumunjski državnik i komunistički vođa zemlje od 1965. do njegovog uklanjanja i pogubljenja 1989. godine.

## Rani život i početak karijere
Rođen je u selu Scornicești, Rumunjska 26. siječnja 1918. godine. S 11 godina odlazi u Bukurešt, gdje radi kao obućarski naučnik.
Godine 1932. pridružio se tada ilegalnoj Komunističkoj partiji Rumunjske, i kao njen aktivist nekoliko puta je uhićivan tijekom 1933. i 1934. godine. Zahvaljujući tome, u njegovu policijskom dosjeu stajalo je da je "opasan komunistički agitator" i "aktivan distributor komunističke i antifašističke propagande". Tada se povukao u ilegalu, no 1936. godine je uhićen i poslan na dvogodišnju robiju u zatvor Doftana.
Po izlasku iz zatvora, 1939. godine upoznao je Elenu Petrescu, s kojom će se i oženiti 1946. godine - ona je igrala veoma važnu ulogu u političkom životu Rumunjske tijekom narednih desetljeća. Nicolae je ponovo uhićen 1940. godine. Godine 1943. na robiji upoznaje Gheorghea Gheorghiu-Deja i postaje njegov sljedbenik. Poslije Drugog svjetskog rata, kada je Rumunjska počela padati pod utjecaj SSSR-a, Ceaușescu je bio na položaju Tajnika Saveza komunističke omladine (1944. – 1945.).
Kada su komunisti potpuno preuzeli vlast u Rumunjskoj 1947. godine, Ceaușescu je bio ministar poljoprivrede, a zatim zamjenik ministra oružanih snaga. Godine 1952. Gheorghiu-Dej ga je uveo u Centralni komitet, godine 1954. ulazi u Politbiro, a nedugo potom postaje drugim čovjekom u partijskoj hijerarhiji.

## Vođa Rumunjske
| Zastava i grb SR Rumunjske. |  | Zastava i grb SR Rumunjske. |
| Zastava i grb SR Rumunjske. |  |                             |

Tri dana nakon smrti Gheorghiu-Deja u ožujku 1965. godine, Ceaușescu je postao Generalni sekretar Rumunjske radničke partije. Jedan od njegovih prvih poteza bio je da partiju preimenuje u Komunistička partija Rumunjske, a da službeni naziv države, umjesto Narodna Republika Rumunjska, bude - Socijalistička Republika Rumunjska. Godine 1967. još više učvršćuje svoju vlast, postavši predsjednik Državnog komiteta.
Ceaușescu je u početku bio popularan vođa, prvenstveno zbog vođenja neovisne vanjske politike zemlje, usprkos dominaciji politike SSSR-a u Rumunjskoj. Godine 1960. okončao je aktivno sudjelovanje Rumunjske u Varšavskom paktu (iako je zemlja formalno i dalje bila članica); odbio je da na strani Pakta sudjeluje u napadu na Čehoslovačku u proljeće 1968. godine, pa je čak i otvoreno osudio tu akciju. Iako je SSSR bio vrlo tolerantan prema Ceaușescuovoj neposlušnosti, zbog ovakve politike Rumunjska je imala status "crne ovce" u Istočnom bloku.
U ožujku 1974. godine Ceaușescu je svojim titulama dodao i onu "predsjednika Rumunjske" (do tada funkcija predsjednika države nije postojala, već je predsjednik Državnog komiteta imao poziciju šefa države). U vanjskim poslovima i dalje je vodio neovisnu politiku – na primjer, 1984. godine Rumunjska je bila jedna od samo tri komunističke zemlje koje su sudjelovale na Ljetnim olimpijskim igrama u Los Angelesu, SAD (druge dvije zemlje bile su SFR Jugoslavija i NR Kina). Isto tako, Rumunjska je prva iz Istočnog bloka uspostavila službene odnose s Europskom zajednicom (ugovori o preferencijalima iz 1974. godine i o industrijskim proizvodima iz 1980. godine). Ceaușescu je, međutim, odbijao provesti šire reforme. Njegova politika držala se Staljinovog kursa koji je utemeljio Gheorghiu-Deja. Protivljenje sovjetskoj kontroli uglavnom se ogledalo u odbijanju da se počne s destaljinizacijom sistema. Tajna policija Securitate čvrsto je držala pod kontrolom javnu riječ i medije i nije dozvoljavala nikakvo oporbeno djelovanje.
Godine 1971. Ceaușescu je posjetio NR Kinu i Sjevernu Koreju. Tada se veoma zainteresirao za ideju potpune nacionalne transformacije po uzoru na programe Radničke partije Koreje i kineske Kulturne revolucije. Ubrzo je počeo uvoditi sjevernokorejski sistem tamošnjeg predsjednika Kim Il-sunga, a njegova filozofija prevođena je na rumunjski jezik i naširoko distribuirana po zemlji.
Godine 1972. Ceaușescu je započeo program sistematizacije. Promoviran kao način da se izgradi "višestrano razvijeno socijalističko društvo", program rušenja, raseljavanja i ponovne gradnje započet je najprije na selu, a kulminirao je pokušajem da se potpuno preoblikuje i sam glavni grad. Više od petine centralnog dijela Bukurešta, uključujući i crkve i povijesne zgrade, porušeno je tijekom 80-tih godina, kako bi Ceaușescu izgradio grad po svojoj zamisli. Palača naroda ("Casa Poporului"), sada zgrada Parlamenta, druga je po veličini zgrada na svijetu (poslije američkog Pentagona). Kao dio svojih programa "urbanizacije" i "industrijalizacije", Ceaușescu je planirao rušenje mnogih sela i raseljavanje seljaka po gradovima. Vjerojatno su u sprječavanju ovakvih nauma veliku ulogu odigrali projekti nevladinih organizacija "Bratska sela", kojima su uspostavljane veze između europskih i rumunjskih ruralnih zajednica.

## Dekret iz 1966.
Godine 1966. Ceaușescu je zabranio kontracepciju i namjerne pobačaje, a uvedene su i druge mjere radi povećanja prirodnog priraštaja, kao što je poseban porez u iznosu 10-20% prihoda koji su plaćali pojedinci bez djece stariji od 25 godina, oba spola, bez obzira jesu li u braku ili ne. Pobačaj je bio dozvoljen jedino u slučajevima kada je žena starija od 42 godine, ili je već majka četvoro (kasnije petoro) djece. Majke s najmanje petoro djece dobivale su značajne beneficije, dok su one s najmanje desetoro djece proglašavane "heroj-majkama", dobivale su zlatnu medalju, automobil na poklon, besplatan prijevoz željeznicom, i sl.; međutim, samo je nekoliko žena ovo zaista i ostvarilo - u praksi, prosječna rumunjska obitelj ima 2-3 djece. Štoviše, zbog podvrgavanja ilegalnim pobačajima, mnogo žena je umrlo ili je trajno obogaljeno.
Istovremeno, zbog rastućeg broja razvoda, vlasti su maksimalno zakomplicirale proceduru rastave - brak se mogao poništiti samo u izuzetnim slučajevima. Do kraja 1960-ih godina povećan broj stanovnika pratilo je rastuće siromaštvo i sve veći broj beskućnika i djece siročadi u urbanim oblastima. Ovo je, u kombinaciji s nekontroliranim napuštanjem djece, doprinijelo epidemiji AIDS-a krajem 1980-ih godina. Stvari je još više pogoršalo uporno odbijanje režima da prizna postojanje bolesti i omogući provođenje HIV testova.

## Pacepin bijeg
Godine 1978. visoki dužnosnik Rumunjske tajne policije Securitate, Ion Mihai Pacepa pobjegao je u SAD. General po činu, bio je najviši časnik koji je ikad pobjegao iz sovjetskog bloka tijekom hladnog rata. Svojom izdajom zadao je težak udarac režimu, što je nagnalo Ceaușescua da reorganizira Securitate. Pacepina knjiga Crveni horizonti: Bilješke glavnog komunističkog špijuna (ISBN 0895265702), objavljena 1986. godine, otkriva pojedinosti Ceaușescuove vladavine, kao što su suradnja s arapskim teroristima, opsežna špijunaža američke industrije i dobro razrađene mjere za dobivanje političke podrške Zapada. Nakon Pacepinog odlaska zemlja je postala još izoliranija, a ekonomski rast je zaustavljen. U Ceaușescuovu obavještajnu agenciju masovno infiltriraju agenti stranih službi, a on počinje gubiti kontrolu nad zemljom. Pokušao je nekoliko reorganizacija ne bi li se riješio Pacepinih starih suradnika, ali bez uspjeha.
Kasnije, povodom Pacepine molbe za povratak imovine i položaja, predsjednik Ion Iliescu službeno je objavio da je Pacepa "jedan zbunjen čovjek" koji je imovinu stekao nelegalno, zloporabom svog moćnog položaja. Rumunjski Vrhovni sud, pak, poništio mu je smrtnu kaznu, vratio mu čin i naredio povratak imovine.

## Kult ličnosti i diktatura
Ceaușescu je stvorio sveprisutan kult ličnosti - sebi je dodijelio titule "Vođe" (Conducător) i "Karpatskog genija" (Geniul din Carpați). Za njega je napravljeno i posebno žezlo, po ugledu na rumunjske kraljeve.
Kako bi spriječio nove izdaje nakon Pacepinog bijega, Ceaușescu je na važne pozicije u vlasti ubacio i svoju suprugu Elenu i druge članove obitelji.

## Ceaușescu kao državnik
Rumunjska je pod Ceaușescuom bila četvrti izvoznik oružja u Europi. Međutim, brojni Ceaușescuovi potezi ukazivali su na to da je priželjkivao Nobelovu nagradu za mir. Zbog ostvarenja tog cilja, činio je značajne napore da se nametne kao posrednik između Palestinske oslobodilačke organizacije (PLO) i Izraela. Organizirao je i uspjeli referendum za smanjenje Rumunjske vojske za 5%; održavao je velike skupove za mir, pa čak napisao i pjesmu na tu temu.
Pokušavao je također biti zaštitnik siromašnih afričkih zemalja. Bio je blizak prijatelj i suradnik Mobuta Sese Seka, diktatora i predsjednika Zaira. Više od međudržavne, to je bila međupartijska suradnja Narodnog revolucionarnog pokreta (MPR) i Komunističke partije Rumunjske. Mnogi vjeruju da je Ceaușescuovo pogubljenje utjecalo na Mobuta da 1990. godine počne s "demokratizacijom" Zaira.
Francuska je Ceaușescua odlikovala Medaljom časti.

## Vanjski dug
Usprkos sve jačem totalitarizmu, Ceaușescuova politička samostalnost od SSSR-a i njegova osuda invazije na Čehoslovačku 1968. godine privukli su pažnju zapadnih sila koje su ga smatrale antisovjetskim vođom, pa su ga financirale nadajući se da će time izazvati raskol u Varšavskom paktu. Ti zajmovi, međutim, nisu bili baš najpovoljniji - više od 13 milijardi dolara kredita za financiranje programa ekonomskog razvoja, potpuno je financijski iscrplo zemlju. Pokušavajući popraviti stanje, Ceaușescu je odlučio da u potpunosti eliminira vanjski dug. Raspisao je referendum za promjenu Ustava, čime bi ubuduće bilo zabranjeno bilo kakvo vanjsko zaduživanje. Na referendumu je dobio skoro stopostotnu podršku stanovništva.
Radi otplate dugova, 1980-ih godina Ceaușescu je naredio izvoz najvećeg dijela poljoprivredne i industrijske proizvodnje. To je rezultiralo nestašicama koje su stanovništvo dovele u situaciju da se bori za opstanak, jer su uvedene racionizacije hrane i redovne restrikcije grijanja, plina i struje. U periodu od 1980. do 1989. godine došlo je do konstantnog pada životnog standarda. Karakteristične su bile stalne nestašice hrane i robe široke potrošnje. Službeno objašnjenje bilo je da zemlja otplaćuje svoje dugove, a narod je prihvatio patnju u nadi da će to kratko potrajati, a radi općeg boljitka. Za sve to vrijeme, državna televizija često je prikazivala Ceaușescua kako ulazi u dobro opskrbljivanje prodavaonice.
Dug je u potpunosti otplaćen u ljeto 1989. godine, nekoliko mjeseci prije svrgavanja Ceaușescua s vlasti.

## Propusti u vladavini
Ceaușescuova staljinistička kontrola nad svim aspektima vjerskog, obrazovnog, privrednog, društvenog i građanskog života sve više je otežavala situaciju u zemlji. Godine 1987. dogodio se neuspješan pokušaj štrajka u Brașovu - vojska je zauzela tvorničke pogone i ugušila radničke demonstracije.
Tijekom 1989. godine Ceaușescu je bio još izoliraniji od ostalog komunističkog svijeta - u kolovozu 1989. godine zalagao se za održavanje sastanka na kome bi se raspravljalo o problemima istočnoeuropskog komunizma i "branio socijalizam" u ovim zemljama, ali njegov prijedlog su odbacile članice Varšavskog pakta i Kina. Pad Berlinskog zida i smjenu svog južnog kolege, bugarskog vođe Todora Živkova u studenom 1989. Ceaușescu nije vidio kao nagovještaj opasnosti po svoj položaj posljednjeg komunističkog vođe u Istočnoj Europi.

## Rast tenzija
Tijekom 1989. godine Ceaușescu je pokazivao znakove potpunog odbijanja sagledavanja realnosti. Dok je zemlja prolazila kroz izuzetno težak period, a narod provodio sate u dugim redovima za kruh ispred praznih prodavaonica, on je na državnoj televiziji prikazivan u trgovinama prepunim hrane kako veliča "visok životni standard" koji je omogućio svom narodu. U drugoj polovini 1989. godine u TV dnevnicima izlistavani su kolhozi s tobožnjim rekordnim prinosima, što je bilo suprotno od nestašica koje su tada osjećali obični građani.
Neki su mu, misleći da je Ceaușescu neobavješten o tome što se događa u zemlji, pokušali dostaviti peticije i žalbe prilikom njegovih brojnih posjeta raznim krajevima zemlje. Međutim, kad god bi dobio pismo, odmah bi ga prosljeđivao ljudima iz osiguranja. Vjerojatno će zauvijek ostati nepoznato da li je ikad pročitao neko od tih pisama. Narod je snažno obeshrabrivan da mu se direktno obraća; u protivnom, moglo je doći do vrlo loših konsekvenci po prekršiteljce od strane tajne policije.

## Revolucija
Ceaușescuov režim srušen je nakon serije krvavih događaja u Temišvaru i Bukureštu tijekom prosinca 1989. godine.
U studenom 1989. godine, na 14. kongresu KPR (Komunističke partije Rumunjske), tada 71-godišnji Ceaușescu reizabran je za predsjednika KPR-a na još pet godina.
Demonstracije u Temišvaru bile su izazvane vladinim pokušajem da progna Lászla Tőkésa, mađarskog svećenika, zbog navodnog širenja nacionalne mržnje. Članovi mađarske vjerske zajednice, u znak podrške Tőkésu, okupili su se oko njegovog stana, a spontano su im se pridružili i rumunjski studenti. Ove demonstracije ubrzo su prerasle u opći prosvjed protiv Ceaușescuovog režima. Dana 17. prosinca 1989. godine vojska, policija i Securitate otvorile su vatru na demonstrante.
Narednog dana Ceaușescu odlazi u službeni posjet Iranu, a supruzi Eleni i suradnicima prepušta zadatak da uguše demonstracije u Temišvaru. Po njegovom povratku iz Irana, 20. prosinca, situacija postaje još zategnutija. U svom obraćanju naciji iz TV studija u zgradi Centralnog komiteta, Ceaușescu je događaje u Temišvaru opisao kao "miješanje stranih sila u unutrašnje stvari Rumunjske" i "vanjsku agresiju na rumunjski suverenitet". Pošto nacionalni mediji nisu izvještavali o događajima u Temišvaru, ostatak zemlje je za demonstracije čuo preko stranih radio stanica (Glasa Amerike i Radija slobodna Europa), a vijesti su se širile i od usta do usta.
Za naredni dan, 21. prosinca, spremao se veliki skup koji su državni mediji predstavili kao "spontani pokret podrške Ceaușescuu". Ovo masovno okupljanje na današnjem Trgu revolucije ispred zgrade CK KPR, pretvorilo se u kaos. Zbunjeni Ceaușescu dok mu okupljeni građani zvižde, ostat će jedna od karakterističnih slika pada komunizma u Istočnoj Europi. Zapanjeni bračni par Ceaușescu (Nicolaeu se pridružila i supruga Elena), u nemogućnosti da kontrolira masu, pobjegao je u zgradu CK, gdje su ostali do narednog dana. Uslijedio je masovan prosvjed stanovnika Bukurešta koji su se okupili na Studentskom trgu i sukobili s vojskom i policijom na barikadama. Nenaoružane prosvjednike, međutim, ubrzo je svladala do zuba naoružana vojska koja je do ponoći očistila ulice i pohitila na stotine ljudi.
Prekinut TV prijenos "skupa podrške" i Ceaușescuova senilna reakcija na događaje od prethodnog dana, učinili su da se do jutra 22. prosinca protesti prošire na sve veće gradove u zemlji. Ceaușescu je preuzeo vodstvo nad vojskom poslije sumnjive smrti dotadašnjeg ministra obrane Vasilea Mileae. Još se jednom pokušao obratiti masi okupljenoj ispred CK, ali su ga u tome spriječili demonstranti koji su provalili vrata zgrade, ovog puta neosigurana vojskom i policijom. Bračni par Ceaușescu s vrha zgrade pobjegao je helikopterom, što će se pokazati kao pogrešna odluka (s obzirom na to da su kroz podzemne tunele mogli pobjeći mnogo sigurnije).

## Prevrat
I dalje su kontroverzna tumačenja događaja iz prosinca 1989. godine. Mnogi upućeni, uključujući i Filipa Teodorescua, u to vrijeme visokog časnika Securitate, navode da je grupa generala-zavjerenika iz Securitate tada iskoristila priliku da izvrši državni udar. Drugi, pak, iznose konkretnije tvrdnje o prirodi zavjere. Tako pukovnik Burlan zastupa stav da je državni udar pripreman još od 1982. godine i da je prvobitno planirano da bude izveden tijekom novogodišnje proslave, ali da je razvoj događaja diktirao promjenu plana i prilagođavanje novoj situaciji. Ostaje u domeni špekulacija je li postojala još neka zavjera da se izvrši državni udar, i ako je, tko je sve bio umiješan. Postoje dvije moguće varijante: da su ova događanja jednostavno bila kombinacija prvobitne revolucionarne energije i konfuzije koja je nastala ili da su pojedinci iz vojske jednostavno iskoristili priliku koja im se ukazala tijekom masovnih protesta da prigrabe vlast za sebe.
Prema Burlanu, organizatori su bili generali Stănculescu i Nagoe, Ceaușescuovi bliski savjetnici za sigurnost; Burlan tvrdi da su ga oni uvjerili da održi prvi skup na trgu ispred zgrade CK, gdje su bile postavljene daljinski kontrolirane automatske puške. Tijekom Ceaușescuovog govora, automati su namješteni da pucaju nasumično iznad glava okupljene mase, a agitatori su preko ozvučenja počeli s izvikivanjem antivladinih parola. Uplašen ovakvim razvojem događaja, okupljeni narod je najprije pokušao bježati; međutim, objašnjenja preko razglasa da će ih Ceaușescuove snage pobiti i da je revolucija počela, praktično su natjerala masu da se pridruži "revoluciji". Skup se pretvorio u protestne demonstracije. Činjenica je da je bilo pucnjave i "ohrabrivanja" preko ozvučenja; ostale, pak, informacije o ovim događajima još uvijek su kontroverzne.
Dana 22. prosinca vojska je bila bez zapovjedništva - službeni vrhovni zapovjednik, Ceaușescu, pobjegao je po savjetu (vjerojatno zavjerenika) Stănculescua, a ministar obrane Vasile Milea bio je mrtav. (Revolucionarni vođe tvrdili su da je ubijen po nalogu Ceaușescua. U službeno objašnjenje, da je izvršio samoubojstvo, malo tko vjeruje). Obezglavljena vojska odlučuje izbjeći sukobe i pridružiti demonstrantima.

## Ceaușescuov kraj
Dana 22. prosinca 1989. godine Ceaușescu je sa suprugom Elenom helikopterom pobjegao iz Bukurešta, najprije u njegovu rezidenciju u Snagovu, a odatle u Târgoviște, gdje ih je uhvatila lokalna policija. Nakon nekoliko sati čekanja (vjerojatno dok policajac na osnovu vijesti s radija nije zaključio koja opcija ima više šansi za pobjedu), predani su vojsci. Dana 25. prosinca vojni prijeki sud osudio ih je na smrt po raznim optužbama, od nelegalnog bogaćenja do genocida. Streljani su u Târgoviștu. Prije nego što su ubijeni, Ceaușescu je otpjevao dio "Internacionalne" i rekao da će povijest pokazati da je on bio u pravu. Njegova supruga vikala je prisutnima da idu dovraga.
Egzekuciju nad Ceaușescuovima izvršio je zapovjednik Ionel Boeru.
Suđenje i izvršenje kazne su snimljeni video kamerom. Snimka je munjevitom brzinom obišla svijet, a rumunjska televizija ga je prikazala nekoliko dana kasnije.
Grob Ceaușescuovih, službeno, ne postoji. Na grobnici gdje su pokopani stoje imena dva generala s datumom smrti koji odgovara datumu smrti bračnog para Ceaușescu. Država je odbila sve zahtjeve obitelji i sljedbenika da se posmrtni ostaci prenesu u neki mauzolej ili crkvu i da im se grob obilježi.

## Ostale informacije
Ceaușescuovi imaju jednog posvojenog sina, Valentina Ceaușescua (njega su usvojili da bi dali primjer sunarodnjacima kako se treba brinuti za siročad, kojih je u Rumunjskoj bilo jako puno), kćerku Zoiu (1950. – 2006.) i sina Nicua (1951. – 1996.). Kada su mu umrli roditelji, Ceaușescu je naredio izgradnju crkve na čijim su zidovima bili oslikani njihovi portreti .
Ceaușescuova službena plaća bila je 18.000 leua (oko tri tisuće dolara). Od ove sume, svakog mjeseca je odvajano po pet tisuća leua i deponirano na račun njegove djece. Osim ovoga, primao je brojne i vrijedne poklone (npr. zlatna kvaka) od zemalja i organizacija kojima je išao u posjete; jedna od točaka optužnice protiv njega upravo se odnosila na zloupotrebe s tim u vezi.
Ceaușescuovo osiguranje bilo je relativno malo u usporedbi s brojem ljudi koji su danas angažirani za osiguranje visokih rumunjskih službenika - samo 40 ljudi osiguravalo je njegove rezidencije i cijelu obitelj. Šef osiguranja bio je pukovnik Dumitru Burlan, koji tvrdi da su njegovi ljudi imali samo dva pištolja, što je nedovoljno za bilo kakvu ozbiljniju obranu. Razlog za to je, po njegovim riječima, Ceaușescuova samouvjerenost da ga sunarodnjaci vole i da mu zaštita zapravo nije ni potrebna. Ovo u mnogome objašnjava zašto su tako lako Ceaușescuovi uhvaćeni nakon bijega.
Samo u slučaju Ceaușescua dogodilo se da je dansko odlikovanje Medalja Slona opozvano nakon što je dodijeljeno. Naime, 23. prosinca 1989. godine, Njeno veličanstvo kraljica Margareta II. naredila je da se orden kojim je Ceaușescu odlikovan vrati Danskoj, a da se njegovo ime briše iz državnog protokola.
I engleska kraljica Elizabeta II. brisala je Ceaușescuovo ime iz protokola odlikovanja i zatražila vraćanje odlikovanja koje mu je svojevremeno dodijelila.
Od njegove smrti, mišljenje Rumunja o Ceaușescuu se popravilo. U popularnoj TV emisiji Mari Români provedena je anketa po kojoj je Ceaușescu jedanaesti najveći Rumunj svih vremena.
Hvaljenje i veličanje Ceaușescua u medijima zabranjeno je zakonom.

## Odabrana objavljena djela
- Izvještaj o zajedničkoj svečanoj sjednici CK KP Rumunjske, Nacionalnog vijeća Socijalističkog fronta jedinstva i Velike narodne skupštine: Obilježavanje 60-godišnjice stvaranja unitarne Rumunjske nacionalne države, 1978.
- Najveći problemi našeg vremena: iskorjenjavanje nerazvijenosti, povezivanje država, izgradnja novog međunarodnog ekonomskog poretka, 1980.
- Rješenje nacionalnog pitanja u Rumunjskoj (sociopolitička misao predsjednika Rumunjske), 1980.
- Ceaușescu: graditelj moderne Rumunjske i internacionalni državnik, 1983.
- Nacija i kohabitirajuće nacionalnosti suvremene epohe (filozofske misli rumunjskog predsjednika), 1983.
- Istoria poporului Român în concepția președintelui, 1988.

## Vanjske poveznice
- Ceaușescu Nicolae - Rumunjska u komunizmu
  - Ceausescuov posljednji javni govor
  - Ceaușescuovo suđenje
  - Ceaușescuovo suđenje (rum.)
- Demografska politika SR Rumunjske
- Političari i revolucija 1989.  Arhivirana inačica izvorne stranice od 10. prosinca 2004. (Wayback Machine)
- Gheorghe Brătescu, Clipa 638: Un complot ratat  Arhivirana inačica izvorne stranice od 20. veljače 2009. (Wayback Machine) ("Neuspjela shema"). (rum.)
- Smrt oca: Nicolae Ceaușescu
- "Killer File" - Nicolae Andruța Ceaușescu  Arhivirana inačica izvorne stranice od 19. rujna 2003. (Wayback Machine)